# 阎尔梅墓
阎尔梅墓，位于江苏省徐州市沛县朱寨镇，是中华人民共和国江苏省文物保护单位之一。
2002年10月22日，授予江苏省文物保护单位，是阎尔梅的墓葬。